# 王縉
王 縉（おう しん、聖暦3年（700年）? - 建中2年（781年））は、唐代の政治家。代宗朝に宰相を務めた。字は夏卿。本貫は太原郡祁県。唐代を代表する詩人王維の弟。

## 生涯
太原王氏という門閥貴族に生まれる。父は汾州の司馬を務めた王処廉。幼少のころから学問を好み、兄の王維と共に文名が高かった。草沢及び文辞清麗科で科挙に及第し、侍御史・武部員外郎を歴任する。
安史の乱に際しては、太原少尹として李光弼と共に太原を守って功績を挙げ、憲部侍郎を加えられる。この時、兄の王維が安禄山に囚われ、強要されてその政権の官職に就いていたため、乱が終結した際には厳罰に処せられるところを、王縉が自らの官を贖って兄の罪をとりなし減刑された。
唐朝が長安・洛陽を回復してからは、鳳翔尹・秦隴防禦使・工部侍郎・左散騎常侍・兵部侍郎と重職を歴任し、史朝義が平定された時には特に詔を受けて不安定な河北の宣撫にあたった。広徳2年（764年）には黄門侍郎・同中書門下平章事・太微宮使・弘文崇賢館大学士に任ぜられ、宰相に列した。その年にかつて共に戦った李光弼の死を受け、侍中・持節・都統河南道・淮南西道・山南東道諸節度行営事に任ぜられるが、王縉は侍中を辞退したため、上柱国・東都留守を加えられた。続いて河南副元帥に任じられ、盧龍軍節度使の李懐仙が朱希彩に殺される混乱が起きると盧龍軍節度使に移り、幽州に赴いて混乱を収めた。さらに辛雲京の死によって太原尹・北都留守・河東節度使に任ぜられると、王縉を書生と侮った河東藩鎮の旧将を斬刑に処して威厳を示した。
大暦5年（770年）、太原より帰朝し、改めて門下侍郎・同中書門下平章事に任ぜられ宰相に列した。このように節度使・宰相として内外に重用された王縉であるが、政治的には当時専権を振るっていた宰相元載におもねる一方であり、また才能を恃んで他人を侮蔑した。
兄の王維と同じく仏教に深く帰依し、妻の李氏が亡くなると捨財して宝応寺を造立し、節度使が入朝する度に寺に参詣させ施財させた。また、同列の宰相杜鴻漸と共に代宗に仏教信仰を薦め、国費を仏教に費やした。この頃長安仏教界で活躍した不空（密教第四祖）に帰依し、その五台山金閣寺造立にも全面的に協力した。このように政治を顧みず、仏教三昧の生活を送ったことは『旧唐書』・『新唐書』・『資治通鑑』といった史書で大いに非難されている。
大暦12年（777年）、元載が失脚し誅殺されると、王縉は連座して処州刺史に左遷された。徳宗即位直後の大暦14年（779年）、同じく元載派として左遷されていた楊炎が門下侍郎・同中書門下平章事に抜擢されると共に、王縉も太子賓客・分司東都として復帰した。徳宗の建中2年（781年）12月、82歳で卒した。

## 参考史料
- 『旧唐書』巻118 列伝68 王縉伝
- 『新唐書』巻145 列伝70 王縉伝